# Headley (Surrey)
Headley is een civil parish in het bestuurlijke gebied Mole Valley, in het Engelse graafschap Surrey met 643 inwoners.